# Horge
Horge ist eine Insel im Horgefjord in der Gemeinde Strand in der norwegischen Provinz Rogaland.
Sie liegt inmitten des Fjords etwa sechs Kilometer nordöstlich von Stavanger und sechs Kilometer südwestlich von Tau. Etwas nördlich liegt Sør-Hidle. Die felsige nur spärlich bewachsene Schäreninsel erstreckt sich über etwa 430 Meter in Nord-Süd-Richtung bei einer Breite von bis zu 350 Metern. Sie erreicht eine Höhe von bis zu 43 Metern.
Im Zentrum der Insel stehen zwei Hütten. Der östliche Teil von Horge ist als Horge naturreservat ausgewiesen.
An der Insel führt die Schiffsroute zwischen Stavanger und Tau vorbei.